# Yuraca flavomarginata
Yuraca flavomarginata är en insektsart som beskrevs av Rauno E. Linnavuori och Delong 1978. Yuraca flavomarginata ingår i släktet Yuraca och familjen dvärgstritar. Inga underarter finns listade i Catalogue of Life.